# Kyondoe
Ne doit pas être confondu avec Kyondo.
Kyondoe (birman : ကျုံဒိုး est une localité birmane située dans le district de Kawkareik, dans l’État de Kayin, autrefois appelé État Karen.

## Géographie
Kyondoe est traversé par la Haungtharaw River (en).

## Transports
Kyondoe est situé sur la India–Myanmar–Thailand Trilateral Highway (en).